# St-Maximin (Metz)

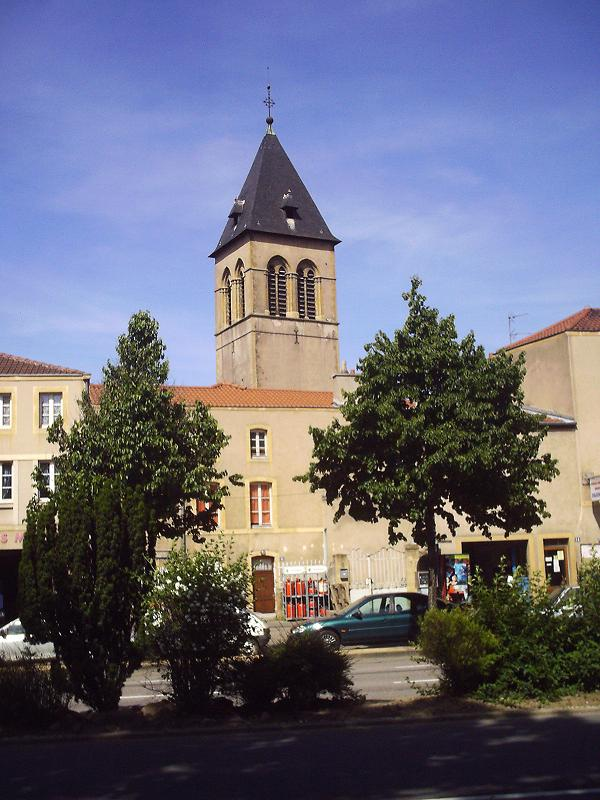
Saint-Maximin

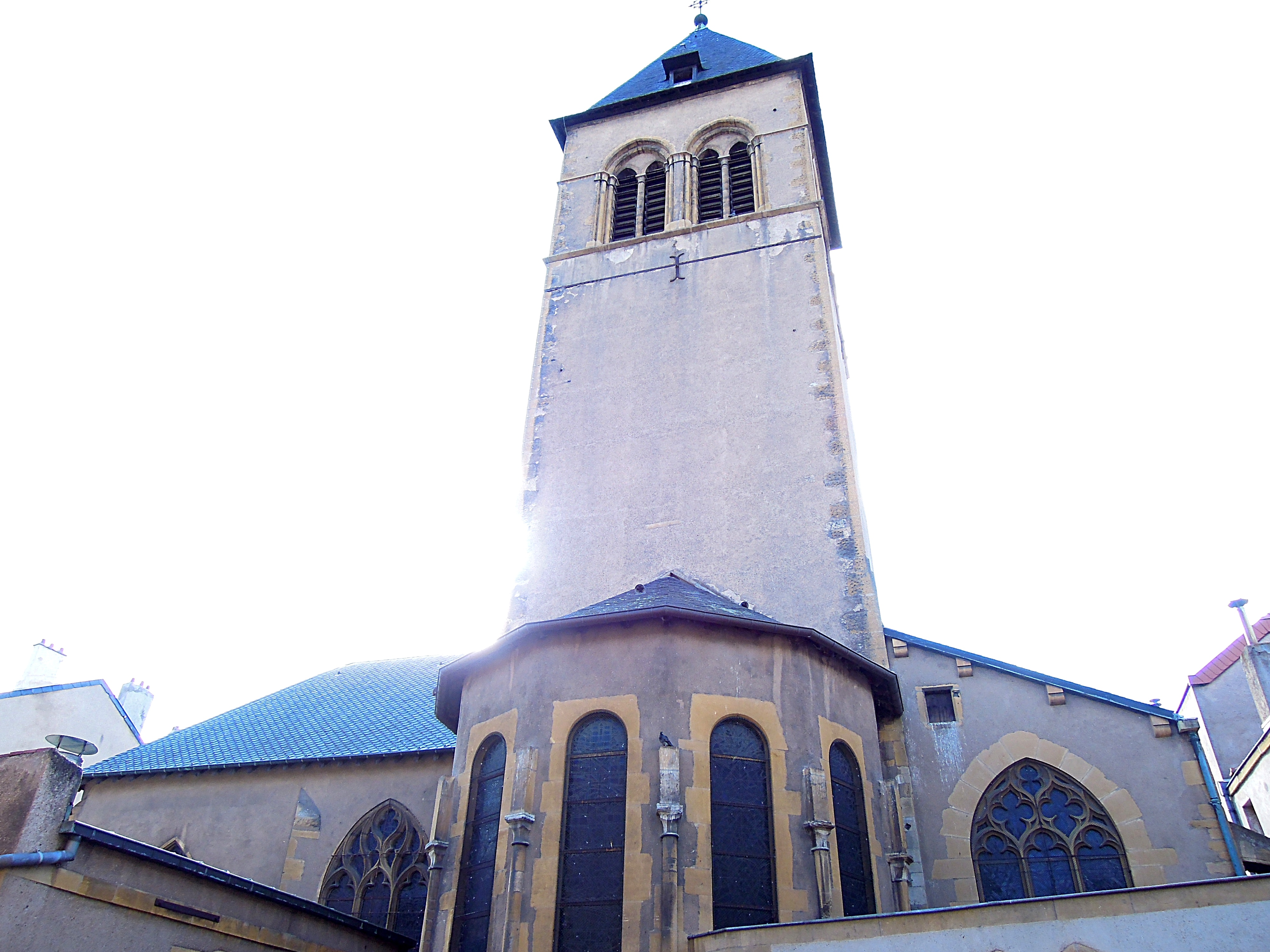
Saint-Maximin, Chorturm, 12. Jahrhundert

Die römisch-katholische Kirche Saint-Maximin befindet sich in Metz im Département Moselle. Sie ist seit 1923 als Baudenkmal (Monument historique) klassifiziert.

## Geschichte
Die in ihren heutigen Ursprüngen romanische Kirche befindet sich im Viertel Outre-Seille. Die erste Kirche an dieser Stelle wurde im 5. Jahrhundert an der Römerstraße nach Straßburg gegründet. Wiedererbaut wurde sie seit Beginn des 12. Jahrhunderts. Ihr Patron ist Maximin von Trier. Aus der Erbauungszeit stammt der Chorturm mit Halbkreisapsis aus dem ausgehenden 12. Jahrhundert. Das heutige Eingangsportal entstammt dem Barock und ist 1753 datiert. Die Kirche birgt Glasmalereien von Jean Cocteau aus den 1960er Jahren.
Die Kirche trägt den Namen des Bischofs Maximin von Trier, der 347 gestorben ist.

## Orgel

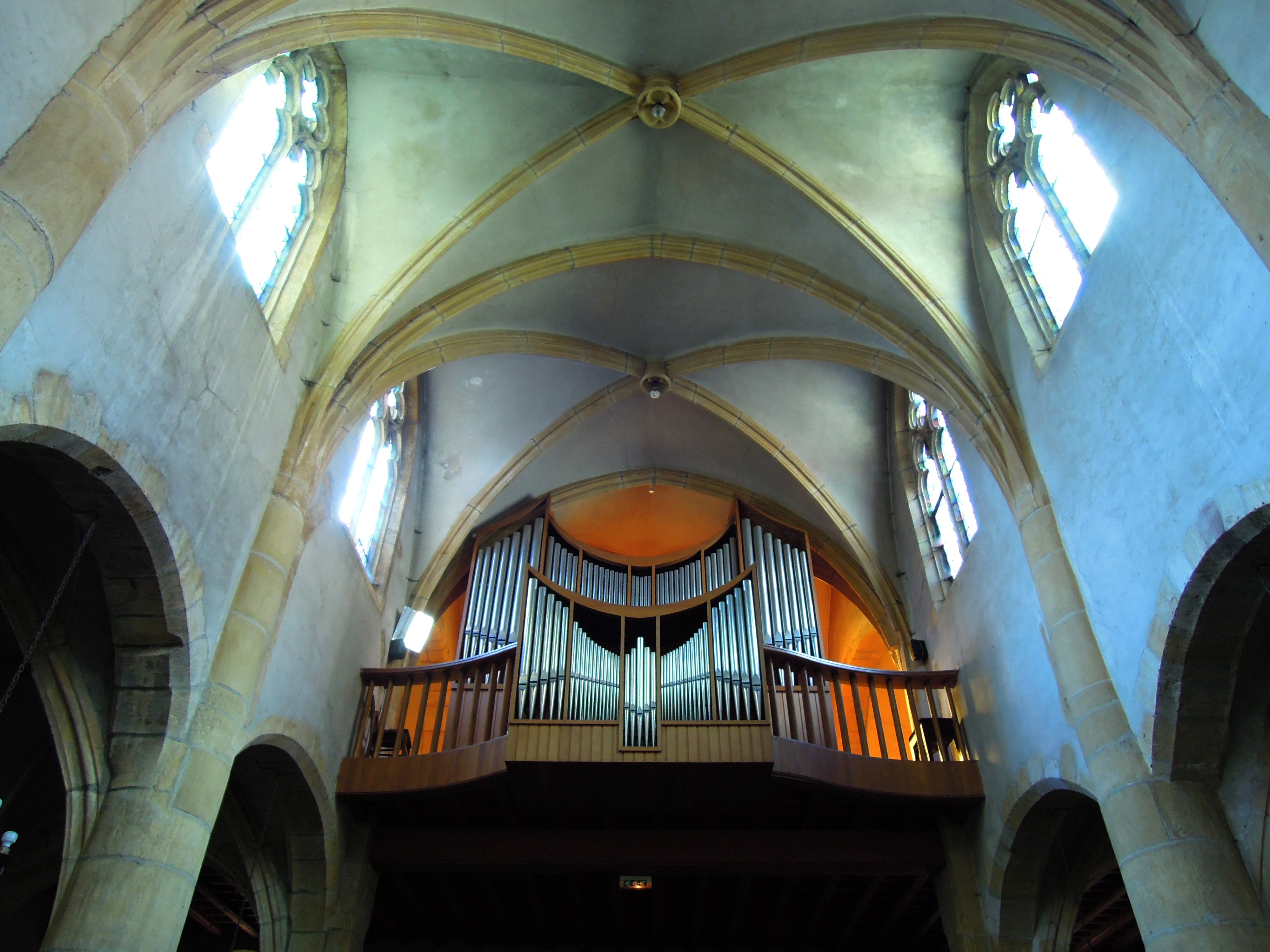
Blick auf die Orgel

Die Orgel wurde 1970 von dem Orgelbauer Haerpfer & Erman erbaut. Das Instrument hat Register auf zwei Manualen und Pedal. Die Trakturen sind mechanisch.
| I Positif de dos C–g3 |                  |        |
| 1.                    | Bourdon          | 8′     |
| 2.                    | Montre           | 4′     |
| 3.                    | Flûte à cheminee | 4′     |
| 4.                    | Nasard           | 2 ⁄3′  |
| 5.                    | Quarte           | 2′     |
| 6.                    | Tierce           | 1 3⁄5′ |
| 7.                    | Cymbale III      |        |
| 8.                    | Cromorne         | 8′     |

| II Grand Orgue C–g3 |               |    |
| 9.                  | Montre        | 8′ |
| 10.                 | Bourdon       | 8′ |
| 11.                 | Prestant      | 4′ |
| 12.                 | Flûte         | 4′ |
| 13.                 | Doublette     | 2′ |
| 14.                 | Cornet V      | 8′ |
| 15.                 | Fourniture IV |    |
| 16.                 | Trompette     | 8′ |
| 17.                 | Clairon       | 4′ |

| Pédale C–g1 |          |     |
| 18.         | Soubasse | 16′ |
| 19.         | Bourdon  | 8′  |
| 20.         | Flûte    | 4′  |
| 21.         | Régale   | 16′ |

- Koppeln I/II, I/P, II/P